# FK Asenovets
FK Asenovets (Bulgaars: ФК Асеновец) is een Bulgaarse voetbalclub uit Asenovgrad. De ploeg speelt in de kleuren blauw-rood. De club degradeerde in 2019 uit de Treta Liga en kon na twee seizoenen terugkeren.

## Bekende (oud-)spelers
- Dimitar Popov
- Ivan Ploshtakov
- George Popivanov
- Ivaylo Vaklinov
- Veselin Tosev